# جبل ضرم
جبل ضُرْم مرتفع جبلي من جبال السراوت يقع في منطقة عسير في المملكة العربية السعودية يتمتع بطبيعة خلابة ومدرجات زراعية. ويحتضن جبل ضرم بعض الآثار التاريخية وأهمها جبل لقمان الذي يقع إلى الشرق من قرى ضرم وتحديداً في قمة جبل ضرم. 
يقال أن سبب تسمية الجبل نسبةً إلى نبتة الضرم التي تنبت فالجبل على الأرجح وهو أحد أضخم وأجمل الجبال في جنوب المملكة العربية السعودية في بلاد بللسمر من رجال الحجر في منطقة عسير لما يتمتع به من عمق تاريخي بوجود قمة لقمان والروايات المتواترة عن وجود قبره فيها وانتشار النقوش التاريخية والقلاع والحصون في أرجائه مع طبيعة ساحرة خلابة تتمثل في المدرجات الزراعية الخضراء مع وجود الغطاء النباتي المتنوع والقمم التي تعانق الغيوم بارتفاع يزيد عن 2200 متر فوق سطح البحر .

## الموقع الجغرافي
يقع تحديداً شمال شرق مدينة محايل بمنطقة عسير في المملكة العربية السعودية في بلاد بللسمر ويتبع مركز تهامة بللسمر ، يعتبر مكوِّن مهم من مكونات سلسلة جبال السروات المرتفعات الغربية لشبه الجزيرة العربية الممتدة من اليمن ثم الحجاز وصولاً إلى خليج العقبة شمالاً، يحد الجبل من الجنوب وادي ثمران وجبل هادا ومن الشمال وادي الغيل وجبل بركوك ومن الشرق وادي نطعان وسفوح سراة الحجر وتحديداً سروات بللسمر من جبال السروات ومن الغرب السهل المتمثل في مركز تهامة بللسمر وقاعدته مدينة خميس مطير .

## المناخ والطقس
يختلف مناخ الجبل ويتنوع بسبب عامل اختلاف السطح فيتباين في أعلاه عنه في أسفله فيكون مناخ المرتفعات معتدل إلى بارد جداً وفي المنخفضات دافئ إلى حار مع رطوبة واحتمالية هطول الأمطار كبيرة على مدار السنة

## الإدارة الحكومية
إدارياً في التقسيم السعودي الحديث بحسب نظام المناطق الصادر بالأمر الملكي رقم أ/92 بتاريخ 27 / 8 / 1412 هـ يتبع الجبل مركز تهامة بللسمر أحد أهم مراكز محافظة محايل عسير شمال غرب مدينة أبها المقر الإداري وعاصمة منطقة عسير .

## السكان
الجبل تسكنه قبائل آل سعد من بلعذمة من بللسمر من قبائل رجال الحجر من الأزد والذين ينقسمون إلى قسمين كبيرين هما آل السعيدي ولهم أربعة اقسام منتشرون في حوالي اربعين قرية وبني عمومتهم آل غراء إلى سبعة اقسام يقطنون حوالي خمسين قرية والأزد قبيلة عربية عظيمة تنتمي إلى كهلان من سبأ من القحطانية

## القرى الرئيسية

### قرية الشرف
سكانها من آل غراء وتقع في أعلى الجبل ويحدها شمالاً قرية العتبة وجنوباً قمة لقمان ووادي ثمران وشرقاً وادي ثمران ووادي النحابة

### قرية العتبة
سكانها من آل السعيدي وتقع شمال شرق الجبل ويحدها شمالاً وادي الغيل وجنوباً قرية الشرف وشرقاً سروات بللسمر وغرباً قرية القراة

### قرية الحدب
سكانها من آل غراء وتقع في وسط الجبل متوسطةً بين القرى الأخرى فهي ملتقى للطرق.

### قرية القراة
سكانها من آل السعيدي وتقع شمال الجبل ويحدها شمالاً وادي الغيل وجنوباَ وادي فلقاه وشرقاً قرية العتبة وغرباً ضحي آل الشيخ

### قرية القفيل
سكانها من آل غراء وتقع في بداية الجبل من الناحية الجنوبية تحدها شمالاً قرية المقراء وجنوباً وادي ثمران وشرقاً قرية الفي وقرية الرهوة وغرباً خميس مطير

### قرية الزرائب
سكانها من آل غراء وتقع فالناحية الغربية من الجبل ويحدها من الشمال قرية القراة والقريات ومن الجنوب قرية الرهوة ومن الشرق قرية الشرف ومن الغرب قرية المقراء

### قرية الفي
سكانها من آل غراء وتقع في الجنوب الغربي من الجبل ويحدها شمالاً قرية الرهوة وجنوباً قمة لقمان ووادي ثمران وشرقاً قرية الشرف وغرباً قرية القفيل

### قرية الضحي
سكانها من آل غراء وتقع شمال الجبل ويحدها شمالاً قرية القراة وجنوباً قرية الزرائب وشرقاً قرية الشرف وغرباً قرية الفاضية

### قرية الرهوة
سكانها من آل غراء وتقع في وسط الجبل متوسطةً بين القرى الأخرى فهي ملتقى للطرق، يحدها شمالاً قرية الزرائب وجنوباً قرية الفي وشرقاً قرية الشرف وغرباً قرية القفيل .

### قرية الضحيان
سكانها من آل السعيدي وتقع في السفوح الشرقية للجبل يحدها شمالاً وادي الغيل وشرقاً وادي نطعان وغرباً قرية العتبة وجنوباً مرتفعات بضيعٍ

### قرية الصدر
سكانها من ال غراء ال الشرف

### قرية الخلف
سكانها من ال غراء ال الشرف

### قرية النباه
سكانها من ال غراء ال امنفي
1. ↑  "جبل ضرم.. طبيعة خلابة وقمم تعانق السحاب". www.al-jazirah.com. مؤرشف من الأصل في 2019-09-13. اطلع عليه بتاريخ 2020-10-25.
2. ↑  كتاب جبل ضرم ببلاد بللسمر للباحث أ.ابراهيم بن راشد الأسمري